# البيت الملعون (فلم)
البيت الملعون (بالإنجليزية: The Cursed House - Al-Beit Al-Malhoun) فيلم تشويق وإثارة مصري لعام 1987 للمخرج أحمد الخطيب ، الذي كتب أيضاً القصة والسيناريو والحوار. الفيلم من بطولة كمال الشناوي وماجدة الخطيب وسمير صبري، وتدور الأحداث حول مديحة المصابة بأمراض نفسية تستدعي تدخل طبيب نفساني يسكن بجوارهم ليصبح هو سبب المرض.
صدر الفيلم إلى دور العرض المصرية في 16 نوفمبر 1987.
منح موقع قاعدة بيانات الأفلام على الإنترنت (IMDB) الفيلم درجة 4.8/ 10.
منح موقع قاعدة بيانات الأفلام العربية على الإنترنت «السينما.كوم» الفيلم درجة 5.3/ 10.

## طاقم التمثيل
- كمال الشناوي: في دور الدكتور صلاح محمود (أمراض نفسية)

- ماجدة الخطيب: في دور مديحة الابنة، وسعاد الأم

- سمير صبري: في دور المهندس شريف (زوج مديحة)

- مريم فخر الدين: في دور عمة مديحة

- نادية السبع: في دور إيفون

- صالح الإسكندراني: في دور صالح الجنايني

- فتحية رشدي: في دور فتحية

- حمدي مرسي: في دور حمدي

- مروان حماد: في دور مروان

- وجيه وهبه: في دور سليم منصور[9][10]

## أحداث الفيلم
تعيش مديحة محمود (ماجدة الخطيب) في منزل منعزل بمنطقة القناطر الخيرية، مع زوجها المهندس شريف (سمير صبري) وابنتيهما الصغيرتين. تعاني مديحة من حالة نفسية مرضية، فهي ترى طفلة غريبة وكأنها من عالم آخر، تظهر كالشبح، تخشى منها على بناتها، وأموات تراهم، وترى نفسها مذبوحة، وترى كل شيء حولها يهتز، وكأنه زلزال مدمر، وتهرب بأولادها، وتشعر بأشباح تطاردها، وترى يد آدمية مدفونة تحت التراب، ولا تستطيع التحكم في سيارتها، انها تعيش في بيت ملعون مسكون بالأشباح. علم زوجها شريف أن هناك طبيباً نفسانياً يعيش بالقرب من منزلهم، وقد انعزل عن العالم، متفرغاً لأبحاثه، يدعي الدكتور صلاح (كمال الشناوي)، فلجأ إليه لفحص زوجته مديحة، واكتشف أنها مصابة بحالة من الهلوسة البصرية، وأنها ترى تخيلات وهمية، تتصاعد خطورتها وتضغط على جهازها العصبي، وأخبر مديحة بأن ما يحدث لها ترجمة لطاقات العنف المكبوتة بداخلها. خشى شريف على بناته، فلجأ إلى عمة مديحة (مريم فخرالدين)، التي حضرت للمنزل، وإعترفت للجميع بما كانت تداريه بداخلها، فمنذ 27 عاماً، تزوج أخيها محمود والد مديحة، من والدتها سعاد (ماجدة الخطيب)، وأنجبا ابنتهما مديحة، وكانت الخلافات محتدمة بين محمود وسعاد، والمشاكل كثيرة بين الأبوين، ثم قتلت الأم سعاد في ظروف غامضة، وأتهم الأب محمود بقتلها، ولم يتمكن من إقناع الجميع ببرائته، وساءت حالته النفسية، وأودع مستشفى المجانين، وعندما شعر بأنه وحيد في هذه الدنيا إنتحر، وتولت العمة تربية الصغيرة مديحة، وأخفيت عنها تفاصيل الأحداث، ودارت الأيام وعادت الطفلة مديحة بعد أن كبرت، لتعيش مع زوجها شريف، في نفس المكان الذي قتلت فيه والدتها سعاد. لم تقتنع مديحة بأن والدها قتل أمها، ثم أنها لاحظت أن الدكتور صلاح، على علم كامل بحادث والديها، ولاحظت عليه تصرفات غريبة، حتى إكتشفت أنه كان على علاقة بوالدتها سعاد قبل زواجها من والدها محمود، وإنه كان يحب والدتها حب جنوني، حتى أنه لم يستطع أن يتصور أن تبتعد عنه فقتلها، وإتهم زوجها محمود بقتلها، ولأن مديحة تشبه أمها سعاد، فقد شعر الدكتور بأنها حبيبته سعاد، وليست ابنتها مديحة، فحاول استعادة الماضي، وعندما رفضت مديحة، حاول قتلها، فهربت منه، فطاردها، حتى تمكن شريف من إنقاذها، وقتل الدكتور صلاح، الذي كان مراقب من مجموعة من الأطباء النفسيين زملاءه، لشعورهم بحالته السيئة وخطورته على المقربين منه.

## استقبال الفيلم
كتبت الصحفية اللبنانية آمنة منصور على موقع التراصوت: «يتناول بطريقة أو بأخرى فكرة مقتبسة عن إحدى روايات الكاتبة البريطانية الأشهر أغاثا كريستي... أحمد الخطيب الذي كتب سيناريو وحوار الفيلم ثم أخرجه، تمكّن من توزيع الأحداث وربطها بطريقة جيّدة تحبس الأنفاس... ما يلعب دورًا إضافيًا في تزكية أجواء الرعب والخوف هو تلك الألوان الشاحبة التي تظهر بها المشاهد. قِدم الفيلم، ومشاهدته بعد كل تلك السنوات للمرة الأولى ربما بالنسبة للبعض، يجعله ممتعًا ومشوّقًا. خصوصًا وأن كمال الشناوي أيقونة في الرومانسية، وبالتالي فإن مشاهدته في هذا النوع من الأعمال يكتنفها إلى الاهتمام والترقّب اللذين يقودان في الخاتمة إلى شعور وافر من الرضا».
تساءلت سامية عايش على موقع سي ان ان العربي: "بعد "سفير جهنم و"البيت الملعون" هل هناك أفلام رعب عربية جيدة؟".
كتب فراس الور في 8 ديسمبر 2017 على موقع المقر تحليل درامي عن فيلم البيت الملعون جاء فيه: «فيلم لا يستهان بمضمونه الدرامي إطلاقا... بدأ الفيلم بفلم نرى أو نسمع بها إلا مديحة بطلة الرواية وهي تخرج من السيارة ثم طقطت نعليها وهي تدوس مدخل الفيلا التي تسكن فيها، فَلِبُرْهَة من الزمن لم نسمع همسة من البطلة إطلاقا…و كأنه الهدوء قبل العاصفة…فرأيناها تدخل الفيلا وتصعد إلى الطابق العلوي منها وتتجه نحو غرف اولادها، وبعد الإطمئنان عليهم رأيناها تزيل اطباق من على الطاولة بكل هدوء ثم تدخل إلى غرفتها وتبدأ بالإسترخاء وأخذ راحتها فيها، وفجأة تبدأ مشاهد من الإثارة الحقيقية لنرى روح خفية لا تظهر معالمها تصفعها على وجهها ثم تهاجمها وتحاول خنقها بوسادة على السرير…و يتخلل هذا الهجوم مشاهد لصور معلقة على الحائط ولإضاءة السرير وهي تهتز بعنف لتنذر البطلة بوجود غير طبيعي بغرفتها…... الإثارة في أول الفيلم أسلوب استعمله العديد من المخرجين... كانت بداية موفقة جدا أشعرتني بالرهبة وأعلنت للذي يشاهد الفيلم بأن هنالك أحداث مثيرة ومرعبة ستنتظره».

## وصلات خارجية
- مقالات تستعمل روابط فنية بلا صلة مع ويكي بيانات
- البيت الملعون على الدهليز

https://arabic.cnn.com/entertainment/article/2019/01/13/poster-arab-horror-films البيت الملعون (فيلم)
https://maqar.com/archives/231358 البيت الملعون (فيلم)